# Городское поселение Егорьевск
Городско́е поселе́ние Его́рьевск — бывшее (до 2015 года) муниципальное образование в упразднённом Егорьевском районе Московской области. Крупнейший населённый пункт, в котором расположена администрация — город Егорьевск. В состав входят 63 населённых пункта.
Глава городского поселения — Валявков Владимир Алексеевич.
Упразднено 7 ноября 2015 года в связи с преобразованием Егорьевского муниципального района в городской округ.

## Территория и границы
Площадь территории муниципального образования — 48 047 га.
Муниципальное образование располагалось в западной части Егорьевского района и граничило с:
- Воскресенским районом (на западе);
- Орехово-Зуевским районом (на севере и северо-западе);
- сельским поселением Саввинское (на северо-востоке);
- сельским поселением Юрцовское (на востоке);
- сельским поселением Раменское (на юго-востоке);
- Коломенским районом (на юге и юго-западе);

## Население
| 2006    | 2007    | 2008    | 2009    | 2010    | 2011    |
| ------- | ------- | ------- | ------- | ------- | ------- |
| 86 930  | ↘79 783 | ↘66 683 | ↗79 637 | ↗84 052 | ↗84 429 |
| 2012    | 2013    | 2014    | 2015    |         |         |
| →84 429 | ↗84 846 | ↗85 275 | ↗85 330 |         |         |

## Состав
Муниципальное образование «городское поселение Егорьевск» в границах на момент упразднения было образовано в 2004 году на основании закона Московской области «О статусе и границах Егорьевского муниципального района и вновь образованных в его составе муниципальных образований». В его состав вошли 63 населённых пунктов: город Егорьевск и сельские населённые пункты позже упразднённых Ефремовского, Клемёновского, Колычёвского, Селиваниховского и Шувойского сельских округов.
В июле 2005 года была добавлена деревня Брёховская.
В конце 2006 года деревня Семёновская Ефремовского сельского округа была включена в состав деревни Исаевская и исключена из учётных данных.
По состоянию на апрель 2011 года в состав поселения входили 63 населённых пункта (1 город, 1 село, 3 посёлка и 58 деревень):
| Вид     | Наименование      | Население, чел. (2010) |
| ------- | ----------------- | ---------------------- |
| деревня | Абрютково         | 2                      |
| деревня | Акатово           | 101                    |
| деревня | Алёшино           | 82                     |
| деревня | Батраки           | 113                    |
| деревня | Бережки           | 402                    |
| деревня | Брёховская        | 41                     |
| деревня | Бузята            | 43                     |
| деревня | Бутово            | 43                     |
| деревня | Васютино          | 41                     |
| деревня | Вишнёвая          | 90                     |
| деревня | Гавриловская      | 124                    |
| деревня | Голубевая         | 164                    |
| деревня | Горшково          | 131                    |
| деревня | Гридино           | 153                    |
| деревня | Данилово          | 45                     |
| город   | Егорьевск         | 71 169                 |
| деревня | Ефремовская       | 185                    |
| деревня | Жучата            | 79                     |
| деревня | Заболотье         | 180                    |
| деревня | Зайцево           | 8                      |
| деревня | Захарово          | 198                    |
| деревня | Ивановская        | 53                     |
| деревня | Исаевская         | 50                     |
| деревня | Клемёново         | 393                    |
| деревня | Колычёво          | 749                    |
| деревня | Колычёво-Боярское | 4                      |
| деревня | Корниловская      | 145                    |
| деревня | Костылёво         | 145                    |
| деревня | Кудиновская       | 30                     |
| деревня | Кузьминки         | 20                     |
| деревня | Кукшево           | 121                    |
| деревня | Курбатиха         | 33                     |
| деревня | Левинская         | 6                      |
| деревня | Лунинская         | 65                     |
| деревня | Михали            | 1802                   |
| деревня | Назарово          | 52                     |
| деревня | Некрасово         | 2                      |
| село    | Николо-Крутины    | 35                     |
| посёлок | Новый             | 2077                   |
| деревня | Овчагино          | 84                     |
| деревня | Орлы              | 22                     |
| деревня | Панкратовская     | 54                     |
| деревня | Пантелеево        | 47                     |
| деревня | Подлужье          | 16                     |
| деревня | Русаки            | 16                     |
| деревня | Рыжево            | 41                     |
| деревня | Сазоново          | 52                     |
| деревня | Селиваниха        | 1124                   |
| деревня | Семёновская       | 104                    |
| посёлок | Сергиевский       | 99                     |
| деревня | Станинская        | 30                     |
| деревня | Сурово            | 44                     |
| деревня | Тараканово        | 23                     |
| деревня | Теребёнки         | 31                     |
| деревня | Тимшино           | 1006                   |
| деревня | Троица            | 16                     |
| деревня | Федуловская       | 73                     |
| деревня | Фирстово          | 8                      |
| деревня | Холмы             | 221                    |
| деревня | Хохлево           | 39                     |
| деревня | Чёлохово          | 183                    |
| деревня | Ширяевская        | 40                     |
| посёлок | Шувое             | 2591                   |